# الرمل (أفلح اليمن)

تعديل مصدري - تعديل

الرمل هي إحدى قرى عزلة جياح بمديرية أفلح اليمن التابعة لمحافظة حجة، بلغ تعداد سكانها 87 نسمة حسب تعداد اليمن لعام 2004.